# Reloj italiano de seis horas

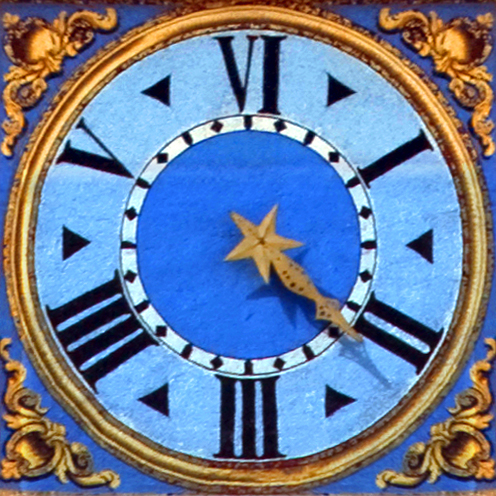
Reloj de seis horas del Palacio del Quirinal de Roma.

El reloj de seis horas es el empleado en el sistema horario de 6 horas, también conocido como a la italiana o a la romana. Es una convención para medir el tiempo, según la cual el día se cuenta desde el Avemaría de la tarde (aproximadamente una media hora después del ocaso, cuando termina el crepúsculo ) hasta lo sucesivo del día siguiente, y se divide en cuatro períodos de seis horas.
Esta forma de medir el tiempo fue adoptada por la Iglesia católica en el siglo XIII y permaneció vigente en Italia hasta la llegada de las tropas de Napoleón Bonaparte que a inicios del siglo XIX impusieron el sistema horario actual de 12 horas.

## Características
Emplea un tipo de esfera de reloj que solo llega hasta las seis en punto. Se encuentra principalmente en Italia, particularmente en Lacio, en relojes instalados en edificios públicos del siglo XV al siglo XVII.
Dicha esfera tiene seis números (generalmente números romanos ) dispuestos en el sentido de las agujas del reloj, con el 6 colocado en la parte superior. Tiene una sola manecilla, que da cuatro vueltas de la esfera en un día. : divide así un día en cuatro intervalos de seis horas   La tradición de las horas itálicas comienza la cuenta regresiva horaria aproximadamente media hora después del atardecer  En un reloj de las seis, la manecilla se coloca en el número 1 en ese momento. Por tanto, su correspondencia con el amanecer, el mediodía o la medianoche depende de la estación. Un reloj de este tipo debe sincronizarse periódicamente con la puesta de sol 
La cuenta atrás horaria desde el final del crepúsculo, es decir, media hora después de la puesta del sol, fue introducida por la Iglesia católica en el XIII. siglo y luego se extendió por la península italiana, particularmente en los Estados Pontificios.Los primeros relojes mecánicos de la región utilizaban esferas divididas en veinticuatro partes, siendo anunciada cada hora por otros tantos golpes de campana Las esferas de las seis en punto aparecen alrededor del siglo XV al siglo XVII. Se procedería de una simplificación de estas esferas de 24 horas : más fácil de leer y requiere menos timbres y, por lo tanto, un mecanismo más simple.  Fueron sustituidos por esferas de doce horas durante la invasión napoleónica de Italia a finales del siglo XVIII.

## Ejemplos

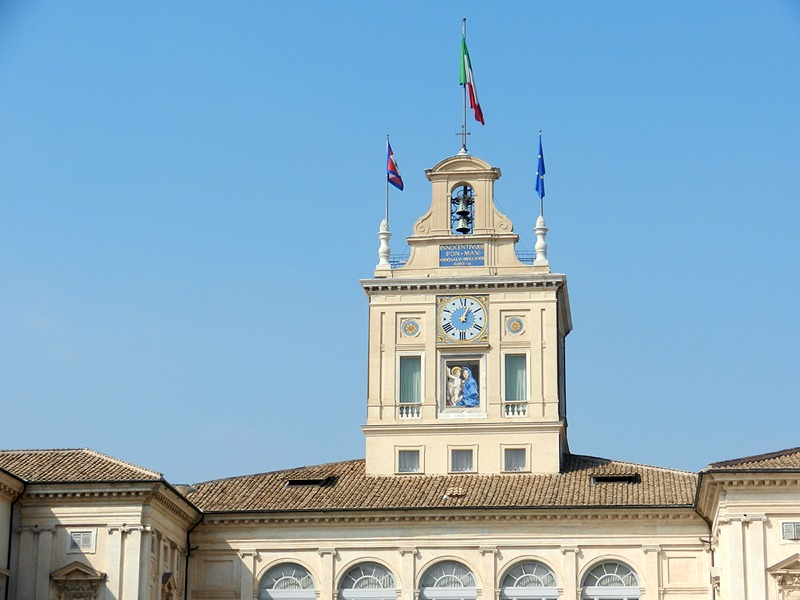
Reloj del Palacio del Quirinal, en Roma

Lista de los relojes de seis horas conocidos visibles en campaniles, fachadas de Chiesas, torres y palacios, presentes sobre todo en territorio italiano. La lista se presenta en orden alfabético por regiones.

### Abruzos (7)
| Ciudad / Provincia              | Lugar                              | Coordenadas                                      | Foto 1 | Foto 2 |
| ------------------------------- | ---------------------------------- | ------------------------------------------------ | ------ | ------ |
| Civitella Alfedena Aquila       | Madonna del Carmine                | 41°45′55.4″N 13°56′29.7″E / 41.765389, 13.941583 |        |        |
| Fontecchio Aquila               | Torre del Orologio                 | 42°13′46″N 13°36′20″E / 42.22944, 13.60556       |        |        |
| Montereale Aquila               | Torre Cívica                       | 42°31′21.1″N 13°14′44.6″E / 42.522528, 13.245722 |        |        |
| Paganica Aquila                 | Madonna del Presepe o del Castello | 42°21′32.5″N 13°28′23″E / 42.359028, 13.47306    |        |        |
| Poggio Cinolfo (Carsoli) Aquila | Santa Maria Assunta                | 42°06′36.7″N 13°03′05.4″E / 42.110194, 13.051500 |        |        |
| Musellaro (Bolognano) Pescara   | Santa María del Balzo              | 42°11′28.2″N 13°57′09.4″E / 42.191167, 13.952611 |        |        |
| Pietracamela Teramo             | San Giovanni Battista              | 42°31′23″N 13°33′09″E / 42.52306, 13.55250       |        |        |

### Basilicata (3)
| Ciudad/Pueblo | Lugar                  | Provincia | Coordenadas                                   | Foto 1 | Foto 2 |
| ------------- | ---------------------- | --------- | --------------------------------------------- | ------ | ------ |
| Acerenza      | Torre lombarda         | Potenza   | 40°47′48.4″N 15°56′23″E / 40.796778, 15.93972 |        |        |
| Cancillar     | Chiesetta di San Rocco | Potenza   | 40°43′55″N 15°55′25.3″E / 40.73194, 15.923694 |        |        |
| Melfi         | Castillo de Melfi      | Potenza   | 40°59′54″N 15°39′12″E / 40.99833, 15.65333    |        |        |

### Campania (35)
| Ciudad/Pueblo                              | Lugar                                                                                    | Provincia | Coordenadas                                          | Foto 1 | Foto 2 |
| ------------------------------------------ | ---------------------------------------------------------------------------------------- | --------- | ---------------------------------------------------- | ------ | ------ |
| Purgatorio (Avella)                        | Chiesa di San Ciro                                                                       | Avellino  | 40°57′07.8″N 14°35′26.9″E / 40.952167, 14.590806     |        |        |
| Amorosi                                    | Chiesa di San Michele Arcangelo - reloj 1                                                | Benevento | 41°12′11″N 14°27′43″E / 41.20306, 14.46194           |        |        |
| Amorosi                                    | Chiesa di San Michele Arcangelo - reloj 2                                                | Benevento | 41°12′11″N 14°27′43″E / 41.20306, 14.46194           |        |        |
| Ceppaloni                                  | Chiesa di San Nicola Vescovo                                                             | Benevento | 41°02′48″N 14°45′32″E / 41.04667, 14.75889           |        |        |
| Luzzano, fracció de Moiano                 | Chiesa di San Nicola Magno                                                               | Benevento | 41°04′06″N 14°32′01″E / 41.06833, 14.53361           |        |        |
| Paduli                                     | Chiesa di San Bartolomeo                                                                 | Benevento | 41°09′52″N 14°52′48″E / 41.16444, 14.88000           |        |        |
| San Bartolomeo in Galdo                    | Chiesa dell'Annunziata                                                                   | Benevento | 41°24′33″N 15°00′52.5″E / 41.40917, 15.014583        |        |        |
| San Marco dei Cavoti                       | Chiesa del Carmine                                                                       | Benevento | 41°18′29.5″N 14°52′33.5″E / 41.308194, 14.875972     |        |        |
| Santa Croce del Sannio                     | Chiesa di San Sebastià                                                                   | Benevento | 41°23′14″N 14°43′59″E / 41.38722, 14.73306           |        |        |
| Caiazzo                                    | Chiesa de l'Immaculada                                                                   | Caserta   | 41°10′38″N 14°22′04″E / 41.17722, 14.36778           |        |        |
| Carinola (frazione Casanova)               | Chiesa di San Pietro Apostolo                                                            | Caserta   | 41°11′43.9″N 13°57′44.7″E / 41.195528, 13.962417     |        |        |
| Casola di Caserta                          | Chiesa di San Lorenzo Martire                                                            | Caserta   | 41°05′40.5″N 14°21′09″E / 41.094583, 14.35250        |        | ]      |
| Cesa                                       | Chiesa di San Cesario                                                                    | Caserta   | 40°57′51″N 14°13′49″E / 40.96417, 14.23028           |        |        |
| Santa Maria a Vico                         | Villa Puoti                                                                              | Caserta   | 41°01′37″N 14°27′52.6″E / 41.02694, 14.464611        |        |        |
| Anacapri                                   | Chiesa di Santa Sofia                                                                    | Napoli    | 40°33′15″N 14°13′02.5″E / 40.55417, 14.217361        |        |        |
| Calvizzano                                 | Chiesa di Santa Maria delle Grazie - reloj 1                                             | Napoli    | 40°54′21″N 14°11′35.5″E / 40.90583, 14.193194        |        |        |
| Calvizzano                                 | Chiesa di Santa Maria delle Grazie - reloj 2                                             | Napoli    | 40°54′21″N 14°11′35.5″E / 40.90583, 14.193194        |        |        |
| Massa Lubrense, Sant'Agata sui Due Golfi   | Chiesa di Santa Maria delle Grazie                                                       | Napoli    | 40°36′29″N 14°22′24.6″E / 40.60806, 14.373500        |        |        |
| Napoli                                     | Basílica di Santa Maria della Sanità                                                     | Napoli    | 40°51′34.5″N 14°14′57.8″E / 40.859583, 14.249389     |        |        |
| Napoli                                     | Certosa di San Martino. Reloj del Gran Claustre                                          | Napoli    | 40°50′34.7″N 14°14′29.3″E / 40.842972, 14.241472     |        |        |
| Napoli                                     | Chiesa dei Girolamini. Reloj del campanile esquerre                                      | Napoli    | 40°51′06″N 14°15′31″E / 40.85167, 14.25861           |        |        |
| Napoli                                     | Chiesa dei Girolamini: Claustre gran o degli aranci                                      | Napoli    | 40°51′09″N 14°15′30.3″E / 40.85250, 14.258417        |        |        |
| Napoli                                     | Chiesa di Santa Maria del Soccorso all'Arenella - Reloj izquierda                        | Napoli    | 40°51′14″N 14°13′50″E / 40.85389, 14.23056           |        |        |
| Napoli                                     | Chiesa di Santa Maria del Soccorso all'Arenella - Reloj dreta                            | Napoli    | 40°51′14″N 14°13′50″E / 40.85389, 14.23056           |        |        |
| Napoli                                     | Chiesa di Santa Maria di Montesanto                                                      | Napoli    | 40°50′51″N 14°14′45″E / 40.84750, 14.24583           |        |        |
| Napoli                                     | Palazzo del Conservatorio dello Spirito Santo. Universitat Federico II, al pati interior | Napoli    | 40°50′48.5″N 14°14′56″E / 40.846806, 14.24889        |        |        |
| Napoli                                     | Façana lateral de l'Chiesa del Gesù Nuovo                                                | Napoli    | 40°50′53″N 14°15′08″E / 40.84806, 14.25222           |        |        |
| Napoli - Posillipo                         | Chiesa de Santo Strato                                                                   | Napoli    | 40°48′15.8″N 14°11′35.4″E / 40.804389, 14.193167     |        |        |
| Visciano                                   | Eremo di Santa Maria degli Angeli (Convento dei Camaldoli)                               | Napoli    | 40°55′4.5″N 14°34′02″E / 40.917917, 14.56722         |        |        |
| Bracigliano                                | Chiesa di San Giovanni Battista                                                          | Salerno   | 40°49′27.5″N 14°42′32″E / 40.824306, 14.70889        |        |        |
| Felitto                                    | Casa del nucli històric                                                                  | Salerno   | 40°22′26.9″N 15°14′29.7″E / 40.374139, 15.241583     |        |        |
| Rofrano                                    | Chiesa de Sant’Anna                                                                      | Salerno   | 40°12′41.53″N 15°25′37.38″E / 40.2115361, 15.4270500 |        |        |
| Rutino                                     | Chiesa di San Michele Arcangelo                                                          | Salerno   | 40°17′59.5″N 15°04′33.4″E / 40.299861, 15.075944     |        |        |
| Sarno                                      | Chiesa di San Francescoo                                                                 | Salerno   | 40°48′52″N 14°37′12″E / 40.81444, 14.62000           |        |        |
| Sieti Basso, fracció de Giffoni Sei Casali | Palazzo Fortunato                                                                        | Salerno   | 40°44′25″N 14°54′14″E / 40.74028, 14.90389           |        |        |

### Emilia Romaña (18)
| Ciudad/Pueblo            | Lugar                                                                     | Provincia     | Coordenadas                                          | Foto 1 | Foto 2 |
| ------------------------ | ------------------------------------------------------------------------- | ------------- | ---------------------------------------------------- | ------ | ------ |
| Bolonia                  | Basílica di San Domenico (interior, transepte lateral dret)               | Bolonia       | 44°29′23″N 11°20′38″E / 44.48972, 11.34389           |        |        |
| Bolonia                  | Basílica di San Domenico (interior, en el corredor anexo a la biblioteca) | Bolonia       | 44°29′23″N 11°20′38″E / 44.48972, 11.34389           |        |        |
| Bolonia                  | San Giovanni in Monte (interior)                                          | Bolonia       | 44°29′27″N 11°54′38″E / 44.49083, 11.91056           |        |        |
| Crespellano - Calcara    | Villa Bianconi Rusconi Bassi                                              | Bolonia       | 44°32′25.5″N 11°07′43.3″E / 44.540417, 11.128694     |        |        |
| Zola Predosa             | Palazzo Albergati - Reloj NE                                              | Bolonia       | 44°30′17.97″N 11°13′30.36″E / 44.5049917, 11.2251000 |        |        |
| Zola Predosa             | Palazzo Albergati - Reloj SO                                              | Bolonia       | 44°30′17.97″N 11°13′30.36″E / 44.5049917, 11.2251000 |        |        |
| Zola Predosa             | Palazzo Albergati - Reloj interior                                        | Bolonia       | 44°30′17.97″N 11°13′30.36″E / 44.5049917, 11.2251000 |        |        |
| Ferrara                  | Monastero di Sant'Antonio in Polesine (interior de l'Chiesa)              | Ferrara       | 44°49′38″N 11°37′26.3″E / 44.82722, 11.623972        |        |        |
| Portico di Romagna       | Torre dell'orologio                                                       | Forlì-Cesena  | 44°01′31.5″N 11°46′57.6″E / 44.025417, 11.782667     |        |        |
| Bagnacavallo             | Teatro Carlo Goldoni                                                      | Rávena        | 44°24′59″N 11°58′41″E / 44.41639, 11.97806           |        |        |
| Brisighella              | Torre dell'orologio (reloj 1)                                             | Rávena        | 44°13′27″N 11°46′25″E / 44.22417, 11.77361           |        |        |
| Brisighella              | Palazzo Comunale                                                          | Rávena        | 44°13′26″N 11°46′22″E / 44.22389, 11.77278           |        |        |
| Brisighella              | Torre dell'orologio (reloj 2)                                             | Rávena        | 44°13′27″N 11°46′25″E / 44.22417, 11.77361           |        |        |
| Faenza                   | Pati d'una casa privada                                                   | Rávena        |                                                      |        |        |
| Faenza                   | Pati del Seminari Vell                                                    | Rávena        | 44°17′09″N 11°53′08″E / 44.28583, 11.88556           |        |        |
| Faenza                   | Teatro comunale Angelo Masini (interior)                                  | Rávena        | 44°17′08.5″N 11°52′56″E / 44.285694, 11.88222        |        |        |
| Pieve Saliceto Gualtieri | Chiesa Santissima Annunziata                                              | Reggio Emilia | 44°54′02″N 10°35′37″E / 44.90056, 10.59361           |        |        |
| Sassofeltrio             | Quadrant exposat en un parc públic                                        | Rímini        | 43°53′31″N 12°30′35″E / 43.89194, 12.50972           |        |        |

### Lacio (67)
| Ciudad/Pueblo              | Lugar                                                            | Provincia | Coordenadas                                        | Foto 1 | Foto 2 |
| -------------------------- | ---------------------------------------------------------------- | --------- | -------------------------------------------------- | ------ | ------ |
| Acquafondata               | Chiesa di San Giovanni Battista                                  | Frosinone | 41°32′36″N 13°57′13″E / 41.54333, 13.95361         |        |        |
| Arpino                     | Plaça del Municipi, darrere de l'Chiesa di San Michele Arcangelo | Frosinone | 41°38′53.3″N 13°36′37″E / 41.648139, 13.61028      |        |        |
| Castro dei Volsci          | Torre dell'orologio                                              | Frosinone | 41°30′32.5″N 13°24′23″E / 41.509028, 13.40639      |        |        |
| Collepardo                 | Certosa di Trisulti (2 relojes)                                  | Frosinone | 41°46′47″N 13°23′53″E / 41.77972, 13.39806         |        |        |
| Collepardo                 | Piazza della Libertà, darrere de l'Chiesa di San Salvatore       | Frosinone | 41°45′41.5″N 13°22′05″E / 41.761528, 13.36806      |        |        |
| Filettino                  | Chiesa di Santa Maria Assunta                                    | Frosinone | 41°53′22″N 13°19′28″E / 41.88944, 13.32444         |        |        |
| Fumone                     | Chiesa collegiata di Santa Maria Annunziata                      | Frosinone | 41°43′40.8″N 13°17′26.7″E / 41.728000, 13.290750   |        |        |
| Isola del Liri             | Castello Boncompagni Viscogliosi                                 | Frosinone | 41°40′49″N 13°34′27″E / 41.68028, 13.57417         |        |        |
| Veroli                     | Concatedral de Sant’Andrea (interior, sobre el cor)              | Frosinone | 41°41′27″N 13°25′03.5″E / 41.69083, 13.417639      |        |        |
| Vico nel Lazio             | Torre cívica darrere de l'Chiesa di San Michele Arcangelo        | Frosinone | 41°46′38″N 13°20′32.6″E / 41.77722, 13.342389      |        |        |
| Villa Santo Stefano        | Chiesa di Santa Maria Assunta                                    | Frosinone | 41°31′00.2″N 13°18′30.7″E / 41.516722, 13.308528   |        |        |
| Prossedi                   | Davant de la porta d'accés al centre històric                    | Latina    | 41°31′00.4″N 13°15′44″E / 41.516778, 13.26222      |        |        |
| Prossedi                   | Darrere de la porta d'accés al centre històric                   | Latina    | 41°31′00.4″N 13°15′44″E / 41.516778, 13.26222      |        |        |
| San Felice Circeo          | Torre dei Templers (Piazza Vittorio Veneto)                      | Latina    | 41°13′59.7″N 13°15′44″E / 41.233250, 13.26222      |        |        |
| Rieti                      | Casa privada a Via del Mattonato 28                              | Rieti     | 42°24′04″N 12°51′44″E / 42.40111, 12.86222         |        |        |
| Borgo Velino               | Chiesa di San Matteo                                             | Rieti     | 42°24′21.2″N 13°03′35.2″E / 42.405889, 13.059778   |        |        |
| Casperia                   | Porta Santa Maria                                                | Rieti     | 42°20′23.15″N 12°40′15.5″E / 42.3397639, 12.670972 |        |        |
| Santa Rufina (Cittaducale) | Chiesa del Santissimo Sacramento                                 | Rieti     | 42°24′30″N 12°55′56.2″E / 42.40833, 12.932278      |        |        |
| Collalto Sabino            | Torre dell'orologio (castello)                                   | Rieti     | 42°08′13.8″N 13°02′54.4″E / 42.137167, 13.048444   |        |        |
| Contigliano                | Collegiata di San Michele Arcangelo                              | Rieti     | 42°24′34″N 12°45′59″E / 42.40944, 12.76639         |        |        |
| Fara in Sabina             | Casa Rural (agriturismo) Santo Pietro                            | Rieti     | 42°12′14.6″N 12°42′34″E / 42.204056, 12.70944      |        |        |
| Poggio Mirteto             | Torre dell'orologio: Reloj 1                                     | Rieti     | 42°15′52.4″N 12°40′58.2″E / 42.264556, 12.682833   |        |        |
| Poggio Mirteto             | Torre dell'orologio: Reloj 2                                     | Rieti     | 42°15′52.4″N 12°40′58.2″E / 42.264556, 12.682833   |        |        |
| San Polo Sabino (Tarano)   | Torre dell'Orologio                                              | Rieti     | 42°20′01.7″N 12°35′40.3″E / 42.333806, 12.594528   |        |        |
| Tarano                     | Chiesa di Santa Maria Assunta                                    | Rieti     | 42°21′22.4″N 12°35′44″E / 42.356222, 12.59556      |        |        |
| Allumiere                  | Torre del Palazzo Camerale                                       | Roma      | 42°09′23″N 11°54′05″E / 42.15639, 11.90139         |        |        |
| Anticoli Corrado           | Chiesa di Santa Vittoria                                         | Roma      | 42°00′37.2″N 12°59′17.5″E / 42.010333, 12.988194   |        |        |
| Campagnano di Roma         | Col·legiata di San Giovanni Battista                             | Roma      | 42°08′31.8″N 12°23′02.5″E / 42.142167, 12.384028   |        |        |
| Canterano                  | Chiesa di Santa Maria e San Mauro                                | Roma      | 41°56′32.4″N 13°02′14.5″E / 41.942333, 13.037361   |        |        |
| Capena                     | Torre dell'Orologio                                              | Roma      | 42°08′30.2″N 12°32′12.3″E / 42.141722, 12.536750   |        |        |
| Casape                     | Chiesa del Castello Baronale                                     | Roma      | 41°54′23.4″N 12°53′06″E / 41.906500, 12.88500      |        |        |
| Castel di Decima           | Castello di Decima                                               | Roma      | 41°45′20″N 12°26′20″E / 41.75556, 12.43889         |        |        |
| Castel Gandolfo            | Palacio Pontifici                                                | Roma      | 41°44′48.6″N 12°39′01″E / 41.746833, 12.65028      |        |        |
| Castel Madama              | Castello Orsini                                                  | Roma      | 41°58′39.5″N 12°52′10.6″E / 41.977639, 12.869611   |        |        |
| Cave                       | Ajuntament                                                       | Roma      | 41°49′03″N 12°55′43″E / 41.81750, 12.92861         |        |        |
| Cervara di Roma            | Chiesa de Maria Santissima della Visitazione                     | Roma      | 41°59′18.8″N 13°04′02″E / 41.988556, 13.06722      |        |        |
| Cerveteri                  | Torre Civica: Reloj 1                                            | Roma      | 41°59′55″N 12°05′56.7″E / 41.99861, 12.099083      |        |        |
| Cerveteri                  | Torre Civica: Reloj 2                                            | Roma      | 41°59′55″N 12°05′56.7″E / 41.99861, 12.099083      |        |        |
| Formello                   | Santuario della Madonna del Sorbo                                | Roma      | 42°06′19″N 12°24′00″E / 42.10528, 12.40000         |        |        |
| Frascati                   | Catedral di San Pietro, torre izquierda: Reloj 1                 | Roma      | 41°48′29″N 12°40′51.4″E / 41.80806, 12.680944      |        |        |
| Frascati                   | Catedral di San Pietro, torre izquierda: Reloj 2                 | Roma      | 41°48′29″N 12°40′51.4″E / 41.80806, 12.680944      |        |        |
| Genazzano                  | Chiesa di San Nicola di Bari                                     | Roma      | 41°50′03.7″N 12°58′24.6″E / 41.834361, 12.973500   |        |        |
| Guidonia Montecelio        | Claustre de l'ex Convento di San Michele Arcangelo               | Roma      | 42°01′08″N 12°44′30″E / 42.01889, 12.74167         |        |        |
| Magliano Sabina            | Catedral di San Liberatore                                       | Roma      | 42°21′36″N 12°28′54″E / 42.36000, 12.48167         |        |        |
| Monte Porzio Catone        | Catedral di San Gregorio Magno: Reloj 1                          | Roma      | 41°48′58″N 12°42′51.3″E / 41.81611, 12.714250      |        |        |
| Monte Porzio Catone        | Catedral di San Gregorio Magno: Reloj 2                          | Roma      | 41°48′58″N 12°42′51.3″E / 41.81611, 12.714250      |        |        |
| Monte Porzio Catone        | Villa Lucidi                                                     | Roma      | 41°48′46.5″N 12°42′30.5″E / 41.812917, 12.708472   |        |        |
| Nerola                     | Castello Orsini                                                  | Roma      | 42°09′44″N 12°47′13″E / 42.16222, 12.78694         |        |        |
| Palombara Sabina           | Chiesa del convento di San Francesco (interior)                  | Roma      | 42°03′01″N 12°46′12″E / 42.05028, 12.77000         |        |        |
| Rignano Flaminio           | Chiesa dei santi Vincenzo e Anastasio                            | Roma      | 42°12′25″N 12°29′08″E / 42.20694, 12.48556         |        |        |
| Rocca Santo Stefano        | Chiesa di Santa Maria Assunta                                    | Roma      | 41°54′39″N 13°01′30″E / 41.91083, 13.02500         |        |        |
| San Gregorio da Sassola    | Chiesa di San Sebastiano                                         | Roma      | 41°55′05.3″N 12°52′21.3″E / 41.918139, 12.872583   |        |        |
| Santa Maria di Galeria     | Torre dell'orologio: Reloj 1                                     | Roma      | 42°01′20.7″N 12°19′00.8″E / 42.022417, 12.316889   |        |        |
| Santa Maria di Galeria     | Torre dell'orologio: Reloj 2                                     | Roma      | 42°01′20.7″N 12°19′00.8″E / 42.022417, 12.316889   |        |        |
| Segni                      | Concatedral di Santa Maria Assunta                               | Roma      | 41°41′34.3″N 13°01′23.6″E / 41.692861, 13.023222   |        |        |
| Subiaco                    | Torre Abacial de dei Borgia (2 relojes)                          | Roma      | 41°55′33.6″N 13°05′40.4″E / 41.926000, 13.094556   |        |        |
| Subiaco                    | Chiesa de Sant’Andrea apostolo                                   | Roma      | 41°55′26.6″N 13°05′47″E / 41.924056, 13.09639      |        |        |
| Subiaco                    | Chiesa de Sant’Andrea apostolo (interior)                        | Roma      | 41°55′26.6″N 13°05′47″E / 41.924056, 13.09639      |        |        |
| Calcata Vecchia            | Campanile del Castello Baronale                                  | Viterbo   | 42°12′59.9″N 12°25′10″E / 42.216639, 12.41944      |        |        |
| Canepina                   | Museo delle tradizioni popolari (interior)                       | Viterbo   | 42°22′53.5″N 12°13′49″E / 42.381528, 12.23028      |        |        |
| Canepina                   | Torre del Palacio et Farnese (ajuntament)                        | Viterbo   | 42°22′51.6″N 12°14′01″E / 42.381000, 12.23361      |        |        |
| Caprarola                  | Palacio Farnese                                                  | Viterbo   | 42°19′42.4″N 12°14′14.6″E / 42.328444, 12.237389   |        |        |
| Grotte di Castro           | Chiesa di San Pietro Apostolo                                    | Viterbo   | 42°40′28″N 11°52′22″E / 42.67444, 11.87278         |        |        |
| Sutri                      | Chiesa di San Silvestro                                          | Viterbo   | 42°14′32.8″N 12°13′22″E / 42.242444, 12.22278      |        |        |
| Vallerano                  | Chiesa di San Vittore                                            | Viterbo   | 42°23′7.27″N 12°15′55″E / 42.3853528, 12.26528     |        |        |

### Roma (22)
| Lugar                                                        | Barri               | Coordenadas                                      | Foto 1 | Foto 2 |
| ------------------------------------------------------------ | ------------------- | ------------------------------------------------ | ------ | ------ |
| Basílica de San Pedro Vaticano (interior)                    | Ciudad del Vaticano | 41°54′09″N 12°27′22″E / 41.90250, 12.45611       |        |        |
| Chiesa di Santa Maria dell'Orto                              | Trastevere          | 41°53′12″N 12°28′29.7″E / 41.88667, 12.474917    |        |        |
| Basílica di Santa Maria in Montesanto                        | Campo de Marte      | 41°54′36″N 12°28′34.5″E / 41.91000, 12.476250    |        |        |
| Basílica de Sant'Agostino in Campo Marzio (sacristia)        | Campo de Marte      | 41°54′36″N 12°28′34.5″E / 41.91000, 12.476250    |        |        |
| Chiesa de Sant'Andrea al Quirinal (sacristia)                | Monti               | 41°54′03.5″N 12°29′21.5″E / 41.900972, 12.489306 |        |        |
| Basílica de Sant'Andrea delle Fratte (claustre)              | Colonna             | 41°54′12.5″N 12°29′02.4″E / 41.903472, 12.484000 |        |        |
| Chiesa di Santa Maria Maddalena - Claustro dei Camilliani    | Colonna             | 41°54′01.3″N 12°28′37.3″E / 41.900361, 12.477028 |        |        |
| Chiesa di Santa Maria Immacolata a via Veneto                | Ludovisi            | 41°54′17.4″N 12°29′18″E / 41.904833, 12.48833    |        |        |
| Collegio Romano                                              | Pigna               | 41°53′52.8″N 12°28′49.5″E / 41.898000, 12.480417 |        |        |
| Ospedale San Spirito, Saxia                                  | Borgo               | 41°54′04.5″N 12°27′41.5″E / 41.901250, 12.461528 |        |        |
| Palacio Boncompagni Cerasi (Via del Babuino 51)              | Campo de Marte      | 41°54′30.9″N 12°28′44″E / 41.908583, 12.47889    |        |        |
| Palazzo dei Penitenzieri (Via della Conciliazione 139-148)   | Borgo               | 41°54′06.5″N 12°27′39.7″E / 41.901806, 12.461028 |        |        |
| Palacio del Quirinal                                         | Monti               | 41°54′01.5″N 12°29′11″E / 41.900417, 12.48639    |        |        |
| Palacio Rondinini al Corso (Via del Corso 518-519, cortile)  | Campo de Marte      | 41°54′32″N 12°28′36.5″E / 41.90889, 12.476806    |        |        |
| Palacio Sant’Apollinare (Piazza Sant’Apollinare)             | Ponte               | 41°54′03″N 12°28′23.5″E / 41.90083, 12.473194    |        |        |
| Basílica de Sant'Apollinare (sacristia)                      | Ponte               | 41°54′03″N 12°28′23.5″E / 41.90083, 12.473194    |        |        |
| Chiesa di San Gregorio Nazianzeno                            | Campo de Marte      | 41°54′07″N 12°28′36″E / 41.90194, 12.47667       |        |        |
| Villa Torlonia                                               | Nomentano           | 41°54′47″N 12°30′39.5″E / 41.91306, 12.510972    |        |        |
| Palacio Episcopal de Porto, Via Portuense (Fiumicino)        |                     | 41°46′33.2″N 12°15′43.4″E / 41.775889, 12.262056 |        |        |
| Casa privada a Via Portuense, Largo dei Volontari del sangue |                     | 41°51′43.5″N 12°27′10.6″E / 41.862083, 12.452944 |        |        |
| San Andrea della Valle (sacristia)                           | San Eustaquio       | 41°53′48″N 12°28′28″E / 41.89667, 12.47444       |        |        |
| Villa Albani                                                 | Pinciano            | 41°54′53″N 12°30′05″E / 41.91472, 12.50139       |        |        |

### Lombardía (6)
| Ciudad/Pueblo                     | Lugar                           | Provincia | Coordenadas                                  | Foto 1 | Foto 2 |
| --------------------------------- | ------------------------------- | --------- | -------------------------------------------- | ------ | ------ |
| Cerete                            | Chiesa dell'Annunciata          | Bérgamo   | 45°52′01″N 09°59′43″E / 45.86694, 9.99528    |        |        |
| Chiuduno                          | Chiesa di San Michele           | Bérgamo   | 45°39′09″N 09°50′51″E / 45.65250, 9.84750    |        |        |
| Padergnone (Zanica)               | Patio de la Villa de Padergnone | Bérgamo   | 45°38′58.2″N 09°42′14″E / 45.649500, 9.70389 |        |        |
| San Giovanni Bianco (Pianca)      | Chiesa di Sant'Antonio          | Bérgamo   | 45°53′44″N 09°38′04″E / 45.89556, 9.63444    |        |        |
| Vilminore di Scalve (Pianezza)    | Chiesa di San Lorenzo           | Bérgamo   | 46°00′02″N 10°04′59″E / 46.00056, 10.08306   |        |        |
| Vilminore di Scalve (Sant'Andrea) | Chiesa de Sant'Andrea           | Bérgamo   | 45°59′37″N 10°06′13″E / 45.99361, 10.10361   |        |        |

### Marcas (44)
| Ciudad/Pueblo                        | Lugar                                           | Provincia       | Coordenadas                                          | Foto 1 | Foto 2 |
| ------------------------------------ | ----------------------------------------------- | --------------- | ---------------------------------------------------- | ------ | ------ |
| Ancona                               | Palazzo degli Anziani                           | Ancona          | 43°37′21.34″N 13°30′40″E / 43.6225944, 13.51111      |        |        |
| Ancona                               | Palazzo degli Anziani (reloj interior)          | Ancona          | 43°37′21.34″N 13°30′40″E / 43.6225944, 13.51111      |        |        |
| Ancona                               | Domus Stella Maris                              | Ancona          | 43°36′33″N 13°26′40″E / 43.60917, 13.44444           |        |        |
| Candia di Ancona                     | Villa Favorita                                  | Ancona          | 43°34′03″N 13°30′31″E / 43.56750, 13.50861           |        |        |
| Palazzo (frazione di Arcevia)]       | Chiesa dei Santi Settimio e Stefano             | Ancona          | 43°32′10.5″N 12°55′16.5″E / 43.536250, 12.921250     |        |        |
| Chiaravalle                          | Abadia di Santa Maria in Castagnola - Reloj SO  | Ancona          | 43°36′01.13″N 13°19′34.54″E / 43.6003139, 13.3262611 |        |        |
| Chiaravalle                          | Abadia di Santa Maria in Castagnola - Reloj NE  | Ancona          | 43°36′01.13″N 13°19′34.54″E / 43.6003139, 13.3262611 |        |        |
| Cupramontana                         | Eremo delle Grotte (o dei frati Bianchi)        | Ancona          | 43°27′23.6″N 13°05′47″E / 43.456556, 13.09639        |        |        |
| Falconara Marittima                  | Castello de Rocca Priora - Reloj extern         | Ancona          | 43°38′27.7″N 13°21′59.4″E / 43.641028, 13.366500     |        |        |
| Falconara Marittima                  | Castello de Rocca Priora - Reloj interior       | Ancona          | 43°38′27.7″N 13°21′59.4″E / 43.641028, 13.366500     |        |        |
| Gallignano                           | Porta d'entrada al centre històric              | Ancona          | 43°33′44″N 13°25′25.3″E / 43.56222, 13.423694        |        |        |
| Jesi                                 | Catedral di San Settimio (campanile)            | Ancona          | 43°31′28.7″N 13°14′45″E / 43.524639, 13.24583        |        |        |
| Jesi                                 | Catedral di San Settimio (interior)             | Ancona          | 43°31′28.7″N 13°14′45″E / 43.524639, 13.24583        |        |        |
| Loreto                               | Santa Casa de Loreto                            | Ancona          | 43°26′28″N 13°36′36″E / 43.44111, 13.61000           |        |        |
| Montemarciano                        | Chiesa di San Pietro Apostolo                   | Ancona          | 43°38′23″N 13°18′35″E / 43.63972, 13.30972           |        |        |
| Monterado                            | Castello de Monterado                           | Ancona          | 43°41′53″N 13°05′30″E / 43.69806, 13.09167           |        |        |
| Acquasanta Terme                     | Chiesa di San Giovanni Battista                 | Ascoli Piceno   | 42°46′10.2″N 13°24′37.3″E / 42.769500, 13.410361     |        |        |
| Monte San Pietrangeli                | Chiesa di San Francescoo                        | Fermo           | 43°11′31.7″N 13°34′39″E / 43.192139, 13.57750        |        |        |
| Caldarola                            | Collegiata di San Martino                       | Macerata        | 43°08′17″N 13°13′35″E / 43.13806, 13.22639           |        |        |
| Monte San Martino                    | Chiesa di San Martino Vescovo - Reloj NE        | Macerata        | 43°01′55.4″N 13°26′14.6″E / 43.032056, 13.437389     |        |        |
| Monte San Martino                    | Chiesa di San Martino Vescovo - Reloj NO        | Macerata        | 43°01′55.4″N 13°26′14.6″E / 43.032056, 13.437389     |        |        |
| Monte San Martino                    | Chiesa di San Martino Vescovo - Reloj SE        | Macerata        | 43°01′55.4″N 13°26′14.6″E / 43.032056, 13.437389     |        |        |
| Monte San Martino                    | Chiesa di San Martino Vescovo - Reloj SO        | Macerata        | 43°01′55.4″N 13°26′14.6″E / 43.032056, 13.437389     |        |        |
| Porto Recanati                       | Chiesa del Preziosissimo Sangue                 | Macerata        | 43°25′56″N 13°39′53.5″E / 43.43222, 13.664861        |        |        |
| Potenza Picena                       | Villa Buonaccorsi                               | Macerata        | 43°21′25″N 13°40′07″E / 43.35694, 13.66861           |        |        |
| San Severino Marche                  | Torre dell'Orologio (Chiesa de la Misericordia) | Macerata        | 43°13′44.5″N 13°10′46.2″E / 43.229028, 13.179500     |        |        |
| Tolentino                            | Torre degli orologi                             | Macerata        | 43°12′32″N 13°17′04″E / 43.20889, 13.28444           |        |        |
| Ussita                               | Chiesa di Santa Maria Assunta                   | Macerata        | 42°56′39.7″N 13°08′13″E / 42.944361, 13.13694        |        |        |
| Visso                                | Santuario di Macereto                           | Macerata        | 42°58′34″N 13°06′56″E / 42.97611, 13.11556           |        |        |
| Cagli                                | Chiesa di San Domenico (interior)               | Pesaro i Urbino | 43°32′54″N 12°39′02″E / 43.54833, 12.65056           |        |        |
| Cartoceto                            | Torre dell'Orologio                             | Pesaro i Urbino | 43°46′05″N 12°52′58″E / 43.76806, 12.88278           |        |        |
| Cantiano                             | Chiesa col·legiata di San Giovanni Battista     | Pesaro i Urbino | 43°28′24″N 12°37′41″E / 43.47333, 12.62806           |        |        |
| Fano                                 | Santuari de la Madonna del Ponte                | Pesaro i Urbino | 43°49′43.8″N 13°02′58″E / 43.828833, 13.04944        |        |        |
| Macerata Feltria                     | Torre cívica del Castello - Reloj NE            | Pesaro i Urbino | 43°48′19″N 12°26′44″E / 43.80528, 12.44556           |        |        |
| Macerata Feltria                     | Torre cívica del Castello - Reloj SO            | Pesaro i Urbino | 43°48′19″N 12°26′44″E / 43.80528, 12.44556           |        |        |
| Montebello (Orciano di Pesaro)       | Chiesa di Sant'Anna                             | Pesaro i Urbino | 43°42′30″N 12°54′43″E / 43.70833, 12.91194           |        |        |
| Orciano di Pesaro                    | Torre cívica                                    | Pesaro i Urbino | 43°41′18.3″N 12°57′53.5″E / 43.688417, 12.964861     |        |        |
| Pesaro                               | Chiesa di San Agustí (interior)                 | Pesaro i Urbino | 43°54′41.5″N 12°54′38″E / 43.911528, 12.91056        |        |        |
| Pesaro                               | Chiesa di San Joan Baptista (interior)          | Pesaro i Urbino | 43°54′34″N 12°54′24″E / 43.90944, 12.90667           |        |        |
| Pesaro                               | Villa Caprile - Grotta del Diavolo              | Pesaro i Urbino | 43°54′45″N 12°52′53″E / 43.91250, 12.88139           |        |        |
| San Lorenzo in Campo                 | Palazzo della Rovere - Reloj NE                 | Pesaro i Urbino | 43°36′16.4″N 12°56′42.3″E / 43.604556, 12.945083     |        |        |
| San Lorenzo in Campo                 | Palazzo della Rovere - Reloj SO                 | Pesaro i Urbino | 43°36′16.4″N 12°56′42.3″E / 43.604556, 12.945083     |        |        |
| Sant'Angelo in Lizzola (Vallefoglia) | Chiesa di San Michele Arcangelo                 | Pesaro i Urbino | 43°49′38″N 12°48′09″E / 43.82722, 12.80250           |        |        |
| Calduca di Urbino                    | Casa pairal                                     | Pesaro i Urbino | 43°46′56″N 12°40′20.5″E / 43.78222, 12.672361        |        |        |

### Molise (10)
| Ciudad/Pueblo                        | Lugar                                 | Provincia  | Coordenadas                                      | Foto 1 | Foto 2 |
| ------------------------------------ | ------------------------------------- | ---------- | ------------------------------------------------ | ------ | ------ |
| Cercemaggiore                        | Universidad en la Casa dei Cirelli    | Campobasso | 41°27′39″N 14°43′14″E / 41.46083, 14.72056       |        |        |
| Montemitro                           | Campanile de la Chiesa di Santa Lucia | Campobasso | 41°53′25″N 14°38′43.4″E / 41.89028, 14.645389    |        |        |
| Castel San Vincenzo                  | Chiesa de Santo Stefano               | Isernia    | 41°39′21.3″N 14°03′55.5″E / 41.655917, 14.065417 |        |        |
| Forlì del Sannio                     | Chiesa di San Biagio                  | Isernia    | 41°41′44.7″N 14°10′39″E / 41.695750, 14.17750    |        |        |
| Pizzone                              | Chiesa di San Nicola di Bari          | Isernia    | 41°40′02.1″N 14°02′06.1″E / 41.667250, 14.035028 |        |        |
| Roccapipirozzi                       | Chiesa di Santa Maria Assunta         | Isernia    | 41°26′15″N 14°02′00″E / 41.43750, 14.03333       |        |        |
| Rocchetta en Volturno                | Chiesa di Santa Maria Assunta         | Isernia    | 41°37′41.8″N 14°04′08″E / 41.628278, 14.06889    |        |        |
| Sant'Agapito                         | Chiesa di San Nicola di Bari          | Isernia    | 41°32′40.5″N 14°13′23″E / 41.544583, 14.22306    |        |        |
| San Vittorino (Cerro en el Volturno) | Capilla di San Antonio Abad           | Isernia    | 41°40′02″N 14°06′16″E / 41.66722, 14.10444       |        |        |
| Castelpizzuto                        | Chiesa di San Sebastián               | Isernia    | 41°31′18.7″N 14°17′30.7″E / 41.521861, 14.291861 |        |        |

### Toscana (29)
| Ciudad/Pueblo                                | Lugar                                                  | Provincia | Coordenadas                                        | Foto 1 | Foto 2 |
| -------------------------------------------- | ------------------------------------------------------ | --------- | -------------------------------------------------- | ------ | ------ |
| Arezzo                                       | Convitto Nazionale Vittorio Emanuele II                | Arezzo    | 43°27′57″N 11°52′52″E / 43.46583, 11.88111         |        |        |
| Lucignano                                    | Palazzo Comunale                                       | Arezzo    | 43°16′28.1″N 11°44′47″E / 43.274472, 11.74639      |        |        |
| Prato di Strada (Castel San Niccolò)         | Pieve di San Giovanni Battista                         | Arezzo    | 43°44′07.6″N 11°41′37.1″E / 43.735444, 11.693639   |        |        |
| Sant'Andrea di Sorbello (fracció de Cortona) | Castello de Sorbello - Sala de la Justícia             | Arezzo    | 43°16′33″N 12°11′56″E / 43.27583, 12.19889         |        |        |
| Stia                                         | Pieve di Santa Maria Assunta                           | Arezzo    | 43°48′03.8″N 11°42′23.8″E / 43.801056, 11.706611   |        |        |
| Castel San Niccolò (Strada in Casentino)     | Torre del Castello - Reloj oest                        | Arezzo    | 43°44′25″N 11°42′23″E / 43.74028, 11.70639         |        |        |
| Castel San Niccolò (Strada in Casentino)     | Torre del Castello - Reloj nord                        | Arezzo    | 43°44′25″N 11°42′23″E / 43.74028, 11.70639         |        |        |
| Florència                                    | Basílica de Santo Spirito                              | Florència | 43°46′01″N 11°14′52.3″E / 43.76694, 11.247861      |        |        |
| Cerreto Guidi                                | Pieve di San Leonardo                                  | Florència | 43°45′32″N 10°52′45″E / 43.75889, 10.87917         |        |        |
| Pontassieve                                  | Villa Martelli di Gricigliano                          | Florència | 43°48′15″N 11°22′48″E / 43.80417, 11.38000         |        |        |
| Bolognana (Gallicano)                        | Chiesa di Santa Margherita                             | Lucca     | 44°02′27″N 10°28′14″E / 44.04083, 10.47056         |        |        |
| Camaiore                                     | Pieve di Santo Stefano e San Giovanni Battista         | Lucca     | 43°55′50.5″N 10°19′42″E / 43.930694, 10.32833      |        |        |
| Capannori                                    | Vil·la Reial de Marlia                                 | Lucca     | 43°53′59.5″N 10°33′22.22″E / 43.899861, 10.5561722 |        |        |
| Colognora di Pescaglia                       | Chiesa dei Santi Michele e Caterina                    | Lucca     | 43°58′58.3″N 10°27′46″E / 43.982861, 10.46278      |        |        |
| Fiano di Pescaglia                           | Torre davant l'Chiesa di San Pietro apostolo           | Lucca     | 43°56′26″N 10°25′33″E / 43.94056, 10.42583         |        |        |
| Fornaro di Pescaglia                         | Chiesa dei Sants Pietro e Paolo                        | Lucca     | 43°57′56.4″N 10°24′52″E / 43.965667, 10.41444      |        |        |
| Gombitelli (Camaiore)                        | Chiesa di San Michele Arcangelo                        | Lucca     | 43°55′14″N 10°22′29.4″E / 43.92056, 10.374833      |        |        |
| Pruno                                        | Chiesa di San Niccolò                                  | Lucca     | 44°00′31.6″N 10°18′36″E / 44.008778, 10.31000      |        |        |
| Calci                                        | Cartoixa de Calci (Porta d’entrada a la cel·la prioral | Pisa      | 43°43′19″N 10°31′23″E / 43.72194, 10.52306         |        |        |
| Palaia (Itàlia)                              | Villa Saletta                                          | Pisa      | 43°35′43″N 10°44′04″E / 43.59528, 10.73444         |        |        |
| Pisa                                         | Claustre del Convento di San Matteo in Soarta          | Pisa      | 43°42′51.2″N 10°24′28″E / 43.714222, 10.40778      |        |        |
| Santa Croce sull'Arno                        | Villa Vettori Guerrini                                 | Pisa      | 43°44′38″N 10°45′11″E / 43.74389, 10.75306         |        |        |
| Baggio (Pistoia)                             | Chiesa di San Michele Arcangelo                        | Pistoia   | 43°59′24.4″N 10°57′48″E / 43.990111, 10.96333      |        |        |
| Fibbialla-Valleriana (Pescia)                | Chiesa di San Michele                                  | Pistoia   | 43°56′50″N 10°41′22″E / 43.94722, 10.68944         |        |        |
| Montecatini alto                             | Torre dell'orologio o del Carmine                      | Pistoia   | 43°53′39.6″N 10°47′23″E / 43.894333, 10.78972      |        |        |
| Montevettolini                               | Torre campanile della Chiesa di San Michele Arcangelo  | Pistoia   | 43°51′31″N 10°50′46″E / 43.85861, 10.84611         |        |        |
| Sambuca Pistoiese                            | Chiesa dei sants Giacomo e Cristoforo                  | Pistoia   | 44°06′21″N 10°59′42″E / 44.10583, 10.99500         |        |        |
| Prato                                        | Catedral de Santo Stefano                              | Prato     | 43°52′56″N 11°05′51″E / 43.88222, 11.09750         |        |        |
| Cetona                                       | Torre medieval a Piazza Garibaldi                      | Siena     | 42°57′49.5″N 11°54′02″E / 42.963750, 11.90056      |        |        |